# Оборский, Иосиф Иванович
Иосиф Иванович Оборский (25 апреля 1915, Окопы — 5 мая 1993, Минск) — советский и белорусский тренер по греко-римской борьбе, заслуженный тренер СССР.

## Биография
Родился в 1915 году в деревне Окопы в Гомельской области. 
Участник Великой Отечественной войны, рядовой, дважды ранен. 
Работал тренером в спортивном обществе «Труд» в Минске. Среди учеников первый белорусский олимпийский чемпион по борьбе Олег Караваев, чемпион СССР 1963 года Виталий Житенёв, победитель турнира Ивана Поддубного 1966 года и бронзовый призёр чемпионата СССР 1972 года Валерий Булынко.

## Награды и звания
- Орден Отечественной Войны II степени
- Заслуженный тренер СССР (1991)